# Georgi Georgiev Petrov
Pour les articles homonymes, voir Petrov.
Georgi Georgiev Petrov né le 3 août 1985 à Kazanlak, est un coureur cycliste bulgare.

## Biographie
En 2013, il est sélectionné pour représenter son pays lors de la course en ligne des championnats du monde. Il termine la course à la 109e place dans un groupe d'attardé arrivé avec 8 min et 55 s de retard sur le vainqueur.

## Palmarès
- 2005
  - 6e étape du Tour de Roumanie
- 2006
  - 2e du championnat de Bulgarie sur route espoirs
- 2008
  -  Champion de Bulgarie sur route
  - Grand Prix Ost Fenster
  - 3e du Tour of Vojvodina II
- 2010
  - 2e étape du Tour de Bulgarie
  - 2e étape du Tour d'Alanya
  - 3e du Tour d'Alanya
- 2011
  - Turul Dobrogei :
    - Classement général
    - 2e et 3e étapes
- 2012
  - 2e du championnat de Bulgarie sur route
  - 3e du Tour de Bulgarie
- 2013
  - Tour de Szeklerland :
    - Classement général
    - 2e étape

  - 3e étape du Tour de Bulgarie
  - 2e du championnat de Bulgarie sur route
- 2014
  - 3e étape du Tour de Serbie
  - 2e du championnat de Bulgarie sur route
  - 2e du Tour de Szeklerland
- 2015
  - 2e étape du Tour du lac Poyang
- 2016
  -  Champion de Bulgarie sur route
  - 2e étape du Tour de Serbie
  - 2e du Tour d'Ankara

## Classements mondiaux
| Année           | 2006 | 2007 | 2008 | 2009 | 2010 | 2011 | 2012 | 2013 | 2014 |
| --------------- | ---- | ---- | ---- | ---- | ---- | ---- | ---- | ---- | ---- |
| UCI Asia Tour   |      |      |      |      |      |      |      |      | 402e |
| UCI Europe Tour | 723e | 819e | 234e |      | 326e | 261e | 471e | 115e | 296e |